# Alessandro Pessot
Alessandro Pessot (Conegliano, província de Treviso, 1 de juliol de 1995) és un ciclista italià. Actualment milita a l'equip amateur del Cycling Team Friuli.

## Palmarès
- 2017
  - 1r al Carpathia Couriers Path i vencedor d'una etapa